# Ottomar Holdefleiss

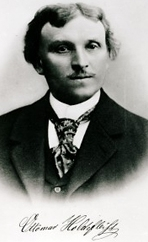
Ottomar Holdefleiss

Ottomar Holdefleiss, auch Ottomar Holdefleiß geschrieben, (* 16. November 1855 in Salzmünde; † 10. Februar 1912 in Berlin) war ein deutscher Kunstschmied und Unternehmer.

## Leben und Wirken
Ottomar Holdefleiß wurde in Salzmünde bei Halle (Saale) geboren. Hier machte er eine Ausbildung zum Metallhandwerker, die seinerzeit sowohl Schlosser- als auch Schmiedearbeiten umfasste.

### UnternehmenSchulz & Holdefleiß
Er kam 1888 nach Berlin und gründete zusammen mit dem Schlosser Schulz die Firma Schulz & Holdefleiß, Fennstraße 13 in Wedding. Seine Wohnung befand sich im Haus Chausseestraße 27. Im Zusammenhang mit der schnell wachsenden Metropole Berlin erhielt das Unternehmen immer mehr Aufträge, sodass die Zahl der Mitarbeiter zeitweilig auf 300 anstieg.
Im Jahr 1896 gewann das Unternehmen Schulz & Holdefleiß mit der lebensgroßen Brunnenfigur eines knienden Ritters, der die Gesichtszüge Bismarcks trug, die Goldmedaille auf der Berliner Gewerbeausstellung. Auf der Pariser Weltausstellung 1900 war der Ausstellungsbereich der deutschen Textilindustrie mit einer Arbeit des Unternehmens ausgeschmückt.
Das Kunstschmiedeunternehmen trug den Titel Königliche Hoflieferanten.
1903 bis 1904 ließ Holdefleiß durch den Architekten Julius Wendler auf einem über 5000 m² großen Grundstück an der Adelheidallee unweit des Gutes Tegel eine repräsentative Villa für seine Familie errichten. Das Obergeschoss ist als Holzfachwerk gestaltet, jedoch nicht mit Holzbalken, sondern in Eisenform ausgeführt. Aus dieser Zeit hat sich auch ein aufwändig gestalteter schmiedeeiserner Gartenzaun erhalten. An dieses besondere Bauwerk erinnert eine metallene Gedenktafel mit dem Text: Der Tegeler Kunstschmied Ottomar Holdefleiss (…) erbaute 1903 dieses Eisenfachwerkhaus.

### Lebensende
Für die Dorfkirche Alt-Tegel hatte er 1911 das Eingangsportal gestiftet. Bei der Einweihung zog sich Holdefleiß am 19. Januar 1912 eine Lungenentzündung zu, von der er sich nicht wieder erholte. Er starb am 10. Februar.
Nach seinem Tod führte sein Neffe Wilhelm Holdefleiß (* 4. Juni 1887; † 3. Mai 1959) die Schlosserei allein einige Jahre erfolgreich weiter.

## Werke von Schulz & Holdefleiß (Auswahl)
| Jahr      | Arbeit | Standort                                                                                                   | Bild                                                            |
| --------- | --- | --- | --------------------------------------------------------------- |
| 1888, um  | Schmiedeeisernes Tor für das Portal IV | Berliner Schloss                                                                                           |                                                                 |
| 1890, um  | Schmiedeeiserne Treppengeländer und Fahrstuhl-Dekorationen (zerstört)                                                                                             | Hôtel Lindenhof, Unter den Linden 17–18, Berlin-Mitte                                                      |                                                                 |
| 1898      | Bogenlichtkandelaber, in Bronze getrieben (nach dem Modell des Bildhauers August Vogel)                                                                           | an der zweiten Alsenbrücke in Berlin-Tiergarten, die bereits in den 1920er Jahren wieder abgebrochen wurde |                                                                 |
| 1900, um  | Tür (nach einem Entwurf des Architekten Arno Körnig) (im Zweiten Weltkrieg zerstört)                                                                              | Kaufhaus Nathan Israel, Spandauer Straße Ecke Königstraße                                                  |                                                                 |
| 1900      | Schmiedeeiserner, ca. 80 m breiter Abschluss des Ausstellungsbereichs der deutschen Textilindustrie mit einem zentralen, 10 m breiten und 12,5 m hohen Portal     | Weltausstellung Paris 1900                                                                                 |                                                                 |
| 1901      | Tor (nach einem Entwurf des Architekten A. Kritzler) | Neubau einer Hofbuchdruckerei in Darmstadt                                                                 |                                                                 |
| 1901      | Baerwaldbad alle Schmiedearbeiten | Baerwaldstraße, Berlin-Kreuzberg                                                                           | Blick von der Brüstrung der Galerie auf die kleine Schwimmhalle |
| 1901, um  | Beleuchtungsmasten und Türen | Kriegerdenkmal in Indianapolis                                                                             |                                                                 |
| 1901, um  | Bronze-Kirchenportal in symmetrischer Anordnung abstrakter kreisförmiger Ornamente                                                                                | Dorfkirche Alt-Tegel                                                                                       |                                                                 |
| 1902, vor | Beleuchtungskörper in der St.-Pauli-Kirche (im Zweiten Weltkrieg zerstört)                                                                                        | Brandenburg (Havel)                                                                                        |                                                                 |
| 1903      | Schmuckstück Monumentaler Berliner Drache, ein unvollendetes Familienwappen auf flacher Plinthe, Maße 144 × 140 × 53 cm; bei einer Auktion im Jahr 2020 angeboten | |                                                                 |
| 1903      | Schmiedearbeiten von Schulz & Holdefleiss, P. Marcus und F. P. Krüger (Architekt Alfred Messel, 1902–1904; im Zweiten Weltkrieg zerstört)                         | Wohnhaus Felix Simon, Matthäikirchstraße 31, Ecke Margarethenstraße (heute: Scharounstraße)                |                                                                 |
| 1905      | Bogenlampen-Kandelaber-Paar (nach einem Entwurf des Architekten Emil Högg)                                                                                        | auf dem Potsdamer Platz in Berlin                                                                          |                                                                 |
| 1906      | Eiserne Türen mit Kunstschmiede- und Bronzetreibarbeiten von Schulz & Holdefleiss, Ed. Puls und B. Miksits.                                                       | Kriminalgericht Moabit, Turmstraße 89–93, Berlin-Moabit                                                    | Detail der Fassaden-Metallschmuckarbeiten                       |
| 1907      | Original erhalten gebliebenes schmiedeeisernes Eingangstor | Haupteingang vom Kaufhaus des Westens (KaDeWe)                                                             |                                                                 |
|           | Tore des Eingangsportals | Friedenspalast in Den Haag                                                                                 |                                                                 |
| 1909, um  | Schmiedeeiserner Kronleuchter | Dorfkirche Hohen Neuendorf                                                                                 |                                                                 |
| 1927      | Kunstschmiede- und Schlosserarbeiten von Ed. Puls, Schulz & Holdefleiss, Erich Timm, Alex Hermann GmbH                                                            | Straßenbahnhof Müllerstraße mit Beamtenwohnhäusern, Englisches Viertel in Berlin-Wedding                   |                                                                 |
| 1927      | Treppengeländer für das Ullstein-Druckhaus in Berlin | Berlin-Tempelhof, Mariendorfer Damm 1–3                                                                    |                                                                 |
|           | alle Metallarbeiten an der Villa Holdefleiss | Adelheidallee 5–7 in Berlin-Tegel                                                                          |                                                                 |
| 1927 (um) | Alle Bronzearbeiten für die Gesimse vom Kaufhaus Rudolf Petersdorff in Breslau                                                                                    | Breslau |                                                                 |

## Ausstellung
- Ottomar Holdefleiss. Schmiedekunst aus Berlin von Schulz & Holdefleiss. Museum Reinickendorf, Berlin, 2. März bis 29. April 2012.[4]